# تأثير كاميرا ضمني
تأثير الكامير الضمني (بالإنجليزية: in-camera effect)‏ هو أي تأثير خاص في فيديو أو فلم يصنع باستعمال تقنيات في وعلى الكاميرا و/أو أجزائها. يعرف تأثير الكاميرا الضمني بكونه موجودا على شريط الكاميرا السالب الأصلي أو تسجيل الفيديو قبل إرساله إلى المختبر أو تعديله. فالتأثيرات التي تعدل الشريط السالب الأصلي في المختبر مثل تجاوز التبييض أو الإضاءة ليست ضمنية، وكذلك التأثيرات التي تنتجها الأدوات المساعدة مثل المفرقعات، النار، ومسدسات كرات الغبار. من بين مؤثرات الكاميرا الضمنية:
- المنظور القسري
- شعلة العدسة
- مؤثرات الإضاءة
- الترشيح مثل استعمل مرشح الضباب لمحاكاة الضباب
- مؤثرات المصراع
- تايم لابس، الحركة البطيئة، والحركة السريعة
- البكرة الثنائية
- التصوير بالأشعة تحت الحمراء
- الحركة المعاكسة
- الفونوتروب وهي تقنية رسوم متحركة تستعمل معدل الأطر للكاميرا